# Academia Norteamericana de la Lengua Española
La Academia Norteamericana de la Lengua Española (ANLE) es una institución estadounidense que reúne a un grupo de académicos y expertos en el uso de la lengua española en Estados Unidos. Establecida en Nueva York el 5 de noviembre de 1973, fue fundada, entre otros, por Tomás Navarro Tomás, quien había sido director de la Biblioteca Nacional de España y estaba exiliado en Estados Unidos. La Academia Norteamericana fue aceptada en la Asociación de Academias de la Lengua Española en 1980. La academia publica obras literarias y de análisis y otorga reconocimientos literarios para reconocer y promover el uso y la evolución del idioma español en Estados Unidos.
Está compuesta por 1 miembro honorario, 36 miembros numerarios, 100 correspondientes y 100 colaboradores.
La ANLE dispone de delegaciones regionales en California, Florida, Indiana, Nuevo México, Texas, Washington D. C. y en estados aledaños.
La institución no fue nombrada "Academia Estadounidense de la Lengua Española" porque en 1973, las autoridades estatales neoyorquinas –donde se constituyó como organización educativa sin fines de lucro– no aceptó esta denominación para evitar que se le confunda con una institución gubernamental. Según el estado, esto sería más notorio en su traducción al inglés: United States Academy of the Spanish Language.
Han sido directores de la Academia Norteamericana de la Lengua Española: 
- Carlos McHale (1973-1978)
- Odón Betanzos Palacios (1978-2007)
- Gerardo Piña-Rosales[4] (2008-2019)
- Carlos Paldao (2019-2024)
- Nuria Morgado (2024-present)